# Валгравељија (Ла Специја)
Валгравељија је насеље у Италији у округу Ла Специја, региону Лигурија.
Према процени из 2011. у насељу је живело 289 становника. Насеље се налази на надморској висини од 134 м.